# Efraim Israel
Hap Béla (Efraim Israel, * 23. června 1944 Budapešť) je izraelský bohemista a překladatel z maďarštiny, češtiny, francouzštiny, hebrejštiny a němčiny do tří prvních z těchto jazyků.

## Život
Studoval obory latina a francouzština na budapešťské Universitě Loránda Eötvöse, kterou absolvoval r. 1968. V témže roce se začal učit češtině a studoval ji postgraduálně na téže universitě.
Mezi roky 1969 a 1985 působil jako redaktor v budapešťském cizojazyčném nakladatelství Corvina. Roku 1985 emigroval do Izraele, kde pracoval do odchodu do důchodu na tamějším ministerstvu financí.

## Publikace

### Knižně
- Izráel, Izráel, Izráel... (v maďarštině). Jeruzalém, 1990.
- Holtak gondolata (= Zemřelých myšlenka). Máchův Máj v maďarštině s obšírnými vysvětlujícími texty a dvěma interpretacemi díla. Bratislava, 2000.

### Časopisecky
- Studie, eseje, statě na literární, historická a jiná témata (Mácha, Olbracht, Erben, Coleridge, Eduard Beneš aj.) v Kritickém sborníku, v České literatuře České akademie věd, v Britských listech, v bratislavském Kaligramu, ve francouzském časopise Kountrass aj.

### Z překladů
- Froissartova Kronika (ze starofrancouzštiny). Budapešť, 1970.
- Bratři Čapkové: Adam stvořitel. Budapešť, 1976.
- Bohumil Hrabal: Postřižiny. Budapešť, 1979.
- Ze džbánu nekonečna. Výbor básní maďarského básníka Sándora Weörese, přeložené společně s Václavem Daňkem. Praha, 1978.
- Rejtett történelem (= Skryté dějiny). Výbor básní a esejí Otokara Březiny. Budapešť, 1983.
- Václav Havel: Audience a Vernisáž. Maďarský samizdat, 1984.
- Pál Miklós: L'Œil du dragon. Introduction iconographique à la peinture chinoise. (Z maďarštiny). Budapešť, 1986.

Dále překlady z děl K. J. Erbena, J. Arbese, L. Fukse, Oty Pavla, Jar. Seiferta, Vl. Holana, Vít. Nezvala, Ladislava Nováka, O. Březiny, Goethe aj.